# Commissione Nazionale per le Società e la Borsa

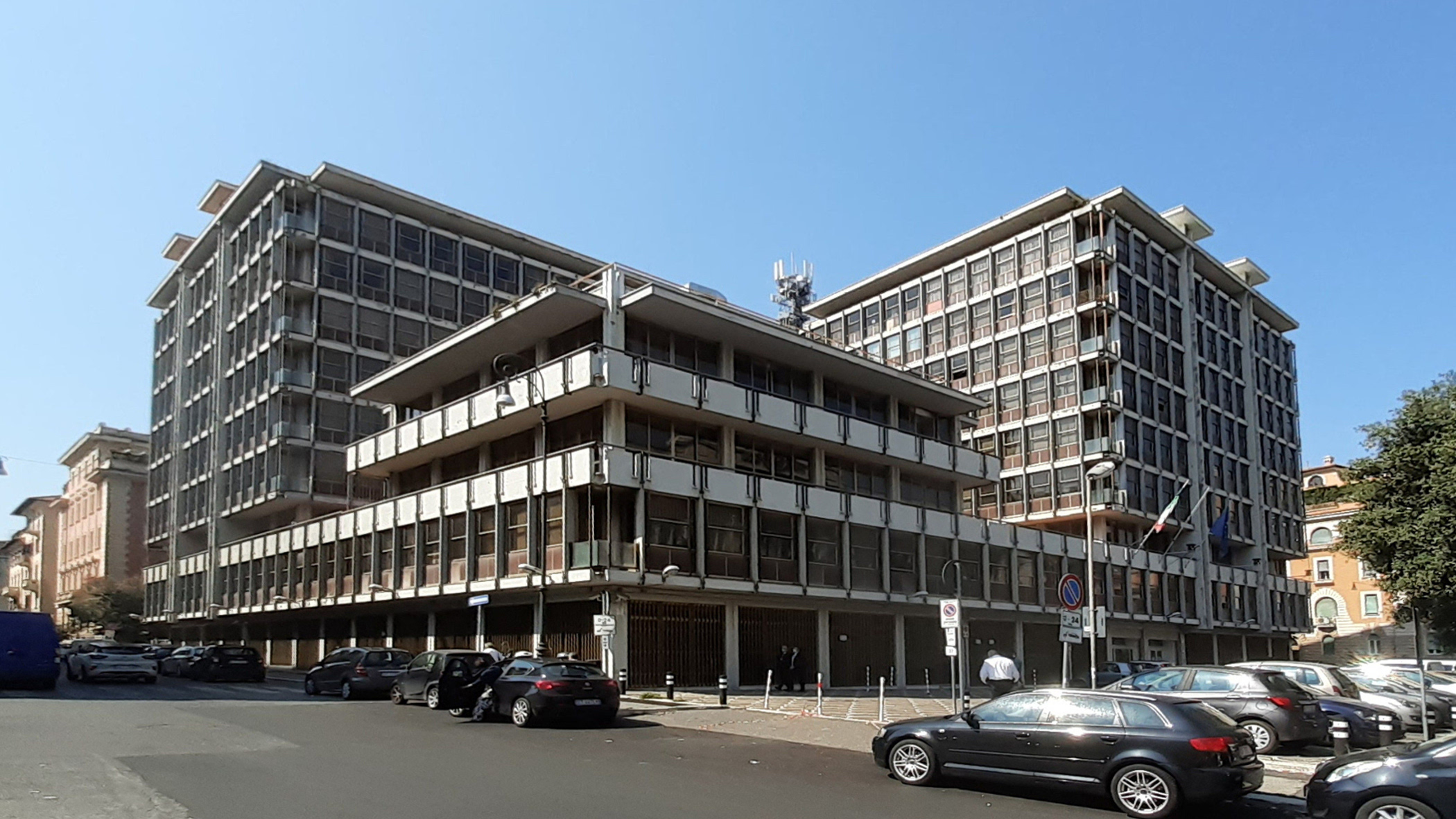
Römischer Sitz der CONSOB in der Via Giovanni Battista Martini 3

Die Commissione Nazionale per le Società e la Borsa (in der Regel abgekürzt Consob oder CONSOB) ist die italienische Börsenaufsichtsbehörde. Der Haupt- und Verwaltungssitz der Consob befindet sich in Rom, der zweite Dienstsitz bei der italienischen Wertpapierbörse in Mailand.

## Aufgaben und Organisation
Zu den wichtigsten Aufgaben der Consob als Regulierungsbehörde gehören der Anlegerschutz, die Festlegung und Überwachung von Melde- und Publikationspflichten (Wertpapierprospekt), die Überwachung des Wertpapierhandels und der daran beteiligten Akteure, sowie insbesondere die Unterbindung des Insiderhandels.
Im Gegensatz zu Deutschland und einigen anderen Ländern gibt es in Italien keine zentralisierte Finanzmarktaufsicht. Die Bankenaufsicht ist Sache der Banca d’Italia, die Versicherungsaufsicht übernimmt das IVASS.
Die Consob ist eine administrativ selbständige Behörde. Ihr Präsident und die vier weiteren Vorstandsmitglieder werden  nach entsprechendem Kabinettsbeschluss auf Vorschlag des Regierungschefs vom italienischen Staatspräsidenten für eine einmalige Amtszeit von sieben Jahren ernannt. Die Consob hat insgesamt rund 500 Mitarbeiter, die in elf Abteilungen und 39 Referaten organisiert sind.

## Geschichte
Per Gesetz wurde die Börsenaufsicht 1974 vom Schatzministerium an die Consob übertragen, die ihre Tätigkeit 1975 aufnahm. Als Vorbild diente unter anderem die United States Securities and Exchange Commission. 1983, 1985, 1991 und 1998 wurden die Befugnisse der neuen Behörde ausgebaut.

## Präsidenten
- Gastone Miconi (1975–1980)
- Guido Rossi (1981–1982)
- Vincenzo Milazzo (1983–1984)
- Franco Piga (1984–1990)
- Bruno Pazzi (1990–1992)
- Enzo Berlanda (1992–1997)
- Tommaso Padoa-Schioppa (1997–1998)
- Luigi Spaventa (1998–2003)
- Lamberto Cardia (2003–2010)
- Giuseppe Vegas (2010–2017)
- Mario Nava (2017–2018)
- Paolo Savona (seit Februar 2019)